# Ludwig Kraus (Ingenieur)
Ludwig Kraus (* 26. Dezember 1911 in Hettenshausen; † 19. September 1997 in München) war ein promovierter Maschinenbau-Ingenieur. Er war ab 1963 Technischer Direktor der Auto Union GmbH in Ingolstadt. Nach deren Fusion mit den NSU Motorenwerken zur Audi NSU Auto Union AG im September 1969 war er bis Ende 1973 Technikvorstand.

## Karriere

### Tätigkeit bei Daimler-Benz
Ab 1939 arbeitete Kraus bei der Daimler-Benz AG. 1951 übernahm er dort die Leitung der Abteilung Konstruktion für den Rennwagenbau, wo er die Mercedes-Silberpfeile W 154 und W 196 entwickeln ließ. Als Oberingenieure und Leiter der Vorentwicklung waren seine bekanntesten Mitarbeiter in dieser Zeit: Rudolf Uhlenhaut, Hans Scherenberg und Fritz Nallinger.

### Tätigkeit bei Auto Union
Am 8. Oktober 1963 übernahm er die Stelle als stellvertretender Geschäftsführer und Technischer Direktor der damaligen Daimler-Benz-Tochterfirma Auto Union. Seine Hauptaufgabe war es, den überzeugten Zweitaktverfechter und Auto-Union-Geschäftsführer Werner Henze vom Einsatz des heimlich geplanten 1,3-Liter-V6-Zweitakters aus der Feder des bekannten Konstrukteurs Hans Müller abzubringen und endlich einen Viertaktmotor einzuführen. Daher verpflanzte Kraus als eine seiner ersten Tätigkeiten den sogenannten Mitteldruckmotor in den DKW F 102 und ließ damit auf Geheiß von Daimler-Benz die Marke Audi mit dem Audi F103 wiederauferstehen. Die Entwicklung des Motors war ursprünglich bei Daimler-Benz als Vielstoffmotor mit dem internen Code „Mexico“ für militärische Zwecke begonnen worden.
Kaum lief die Produktion bei Audi richtig gut, erließ der Vorstandsvorsitzende der Volkswagenwerk AG, Heinrich Nordhoff, die Anordnung, Entwicklungsarbeiten in Ingolstadt auf serienbegleitende Maßnahmen zu beschränken. Neue Autos sollten nur noch in Wolfsburg konstruiert werden. Deshalb sollten in Ingolstadt 150 Mitarbeiter der Entwicklungsabteilung entlassen werden. Dennoch entwickelte Kraus heimlich ein neues Modell, den Audi 100, der letztlich zum Erhalt der Marke Audi und des Volkswagenkonzerns führte. Kraus’ Erfahrungen bei der Entwicklung der Silberpfeile in den 1950er Jahren flossen direkt in die neue Entwicklung ein: Als Konstrukteur hatte er in der Rennabteilung von Daimler-Benz eine computergestützte Berechnung entwickelt, welche nun bei der Berechnung der Karosseriestruktur des neuen Audi 100 erstmals im Serienfahrzeugbau eingesetzt wurde.

### Einfluss auf den Volkswagenkonzern
Kraus stellte den Kontakt zum Star-Designer Giorgio Giugiaro her, der Anfang der 1970er Jahre für Audi tätig wurde und später für Volkswagen den Golf zeichnete.
Anfang der 1970er Jahre geriet Volkswagen in erhebliche wirtschaftliche Schwierigkeiten, die in letzter Minute mit Techniktransfer von Audi abgewendet werden konnten: VW stellte sein Fahrzeugprogramm von luft- auf wassergekühlte Modelle um. Ohne die engagierte Arbeit von Kraus wäre der Konkurs von VW unabwendbar gewesen.

## Auszeichnung
1974 verlieh die TU Hannover Kraus die Ehrendoktor-Würde.

## Sonstiges
- Der Firmensitz von Audi wurde Anfang der 1970er Jahre scherzhaft auch als „Ludwigsburg“ bezeichnet.
- Kraus’ Nachfolger bei Audi wurde Ferdinand Piëch.